# Бранко Зебец
Бранко Зебец (Загреб, 17. мај 1929 — Загреб, 26. септембар 1988) био је фудбалер Грађанског, Партизана, Црвене звезде, Алеманије Ахен и југословенски фудбалски репрезентативац и тренер.

## Спортска биографија

### Играчка каријера

#### Загреб
Као четрнаестогодишњак се придружио омладинској екипи загребачког Грађанског. Тадашњи тренер прве екипе Мартон Букови је проценио да ће Зебец бити боље лево крило него већ стандардни играчи првог тима Плеша и Кокотовић. Био је изузетно брз, када су му 1948. године, у Партизану, мерили време на сто метара, измерили су 11 секунди што је било време на нивоу тадашњих најбољих југословенских спринтера.
После рата једно време је играо за загребачки НК Поштар, пошто је Грађански 1945. године укинут, све до спајања Поштара са НК Локомотивом, где је почео да игра леву полутку. Касније је прешао у новоосновани НК Милиционар, који је касније променио име у НК Борац (данас НК Загреб) са Луришићем је био најбољи навални играч и голгетер тима.
Оно што је остало у сећању навијача је друголигашка утакмица између Борца и Слоге када су водили одлучујућу борбу за прво место на табели. Борац је победио са 3:1, а сва три гола је постигао Зебец, од којих два главом.

#### Београд
Са двадесет две године, напушта Загреб и прелази у Београд. У Београду, 1952. године, потписује за Партизан. У исто време у Партизан долази и Милош Милутиновић а већ су у Партизану били Марко Валок и Стјепан Бобек. Тако је Партизан добио навалу снова Милутиновић, Валок, Бобек и Зебец.
Са Партизаном, Зебец учествује у првом одржаном такмичењу Лиге шампиона у сезони 1955/56. Партизан веома лако пролази прву препреку. Прво побеђује Спортинг Лисабон са укупним резултатом 8:5 (3:3 и 5:2) а онда наилази на тада веома моћан Реал Мадрид предвођен са Ди Стефаном и Гентом. Прва утакмица у Мадриду, пред 105.532 гледалаца, је завршена победом Реала са 4:0. Голове су дали Кастањо два и Генто и Ди Стефано по један. Друга утакмица у којој је Партизан показао своју праву снагу завршена је резултатом од 3:0 за Партизан, што није било довољно за даљи пролаз. Милош Милутиновић је те године постао први краљ стрелаца Лиге шампиона са постигнутих осам погодака
| 29. јануар 1956. Лиге шампиона             |              |             |                                                                              |
| Партизан                                   | 3-0          | Реал Мадрид | Град: Београд Стадион ЈНА Судија: Јозеф Гилде (Швајцарска) Гледалаца: 40.000 |
| Милутиновић 24’ 87’ · Михајловић 46’ (пен) | (Статистика) |             | Град: Београд Стадион ЈНА Судија: Јозеф Гилде (Швајцарска) Гледалаца: 40.000 |

За осам проведених сезона у Партизану Зебец је освојио три титуле првака југословенског купа, али ниједну титулу шампиона.
У Звезду прелази 1959. године, и одмах испуњава и ту празнину. У сезони 1959/60 осваја титулу првака државе.

#### Немачка
После Београда Зебец своју фудбалску каријеру наставља у немачком друголигашу Алеманија Ахен, где проводи две наредне године пре него што је завршио активну играчку каријеру.

#### Репрезентација Југославије
Прву званичну утакмицу за југословенску репрезентацију, Зебец је одиграо 24. јуна 1951. године у у Београду пред 50.000 гледалаца против Швајцарске. Југославија је победила са 7:3 и Бранко Зебец је допринео победи са два постигнута гола.
Репрезентација Југославије је играла у саставу:
- (1) Беара (голман), (2) Станковић, (3) Чолић, (4) Палфи, (5) Хорват, (6) Бошков (7) Рајков, (8) Митић, (9) Бобек, (10) Бранко Зебец, (11) Вукас. У другом полувремену су као замене ушли Шоштарић уместо Беаре и Чајковски уместо Зебеца. Селектор је био Милорад Арсенијевић.[4]

| 24. јун 1951. Пријатељска утакмица                      |              |                             |                                                                      |
| Југославија                                             | 7-3          | Швајцарска                  | Град: Београд ЈНА Судија: Алојз Беранек (Аустрија) Гледалаца: 50.000 |
| Бобек 1’ 40’ · Митић 4’ 48’ · Зебец 5’ 37’ · Рајков 35’ | (Статистика) | Бикел 43’ · Баламан 52’ 80’ | Град: Београд ЈНА Судија: Алојз Беранек (Аустрија) Гледалаца: 50.000 |

Зебец је са фудбалском репрезентацијом Југославије као играч учествовао:
- Олимпијске игре:
  - 1952, Хелсинки - (Други)
- Светско првенство у фудбалу:
  - 1954, Швајцарска - (Четвртфинале)
  - 1958, Шведска - (Четвртфинале)
- Европско првенство у фудбалу:
  - 1960. Француска - (Други)

Зебец се од репрезентације опростио 4. јуна 1961. године, на квалификационој утакмици за светско првенство против фудбалске репрезентације Пољске. Утакмица је одиграна у Београду на стадиону ЈНА, пред 30.000 гледалаца. Југославија је победила са 2:1.

## Тренерска каријера
Завршио је Високу спортску школу у Келну. Први тренерски ангажман имао је у Динаму из Загреба. 
Довео је Динамо до финала Купа сајамских градова 1967. али је Финалну утакмицу је водио Ивица Хорват. Овај успех му је отворио врата за повратак у Бундеслигу, али овог пута као тренер. Освојио је Првенство Немачке са Бајерном 1969. Бајерн је на ово чекао пуних 37 година. Исте године је освојио и немачки Куп (Deutscher Pokalsieger), што је прва „двострука круна“ за један клуб у историји Бундеслиге. Са Бајерном је 1969. освојио Куп победника купова. Немачко Првенство освојио је и са ХСВ-ом 1979. године. Са истим клубом је 1980. године освојио друго место у Лиги шампиона (у финалу је изгубио 0:1 од Нотингем Фореста) а те године је Хамбургер био други у Бундеслиги. Са Хајдуком из Сплита је освојио Куп 1973. и дошао до полуфинала Купа победника купова где га је поразио Лидс јунајтед.
Водио је још и ФК Штутгарт (1970—1972), Ајнтрахт Брауншвајг (1974—1978), са којим је због једног бода заостатка изгубио титулу шампиона Немачке 1977. године. Борусију из Дортмунд (1982. и 1983), тренирао је и Ајнтрахт Франкфурт 1983. и 1984. и још једном Динамо из Загреба пре одласка у пензију.
Преминуо је прерано, у 60. години, 26. септембра 1988. у Загребу од последица болести повезане са алкохолом.

## Каријера — преглед
| Играчка каријера               | Играчка каријера       | Играчка каријера                                                     |
| Године                         | Клубови                | Титула                                                               |
| ------------------------------ | ---------------------- | -------------------------------------------------------------------- |
| 1951—1959                      | ФК Партизан            | 1952 - Куп Југославије 1954 - Куп Југославије 1957 - Куп Југославије |
| 1959—1961                      | ФК Црвена звезда       | 1960 - Шампионат Југославије                                         |
| 1961—1965                      | Алеманија Ахен         |                                                                      |
| Тренерска каријера             |                        |                                                                      |
| Године                         | Клубови                | Титуле                                                               |
| 1965—1967                      | НК Динамо Загреб       | 1967 - Куп сајамских градова*                                        |
| 1968—1970                      | Бајерн Минхен          | 1969 - Куп Немачке 1969 - Шампионат Немачке                          |
| 1970—1972                      | ФК Штутгарт            |                                                                      |
| 1972—1973                      | ХНК Хајдук Сплит       |                                                                      |
| 1974—1978                      | ФК Ајнтрахт Брауншвајг |                                                                      |
| 1978—1980                      | ФК Хамбургер           | 1979 - Шампионат Немачке                                             |
| 1981—1982                      | Борусија Дортмунд      |                                                                      |
| 1982—1983                      | ФК Ајнтрахт Франкфурт  |                                                                      |
| 1984                           | НК Динамо Загреб       |                                                                      |
| * У тандему са Ивицом Хорватом |                        |                                                                      |

## Играчка статистика у ФК Партизан
Статистика Бранка Зебеца са Партизановог званичног клупског сајта
| Такмичење              | Број утакмица | Број голова |
| ---------------------- | ------------- | ----------- |
| Првенствене            | 128           | 36          |
| Интернационалне        | 59            | 30          |
| Пријатељске            | 59            | 43          |
| Куп Југославије        | 15            | 11          |
| Куп европских шампиона | 4             | 0           |
| Средњоевропски куп     | 5             | 0           |
| Укупно                 | 270           | 120         |